# Asplenium
Asplenium és un ampli gènere de falgueres de la família Aspleniaceae. Conté unes 700 espècies conegudes comunament com a falzies, falgueretes o dauradelles.

## Taxonomia
Junt amb el gènere Hymenasplenium conformen la família Aspleniaceae, encara que algunes espècies són ocasionalment segregades en gèneres propis. Algunes classificacions antigues inclouen el gènere Asplenium dins l'ordre Aspleniales.

## Ús
Poques espècies d'aquesta família tenen importància econòmica al mercat de l'horticultura. Asplenium nidus o "niu d'au" es valora com a planta comestible a Taiwan.
La falguera australiana Asplenium bulbiferum està a vegades disponible en hivernacles, i també és d'interès Asplenium viviparum, pels seus nombrosos bulbs a la fronda que poden desenvolupar noves plantes; també són comercialitzats Asplenium rhizophyllum, i diverses espècies mexicanes, incloent-hi Asplenium palmeri. Asplenium platyneuron de Nord-amèrica és també venut als vivers com una planta forta. No obstant això, moltes d'aquestes falgueres són epipètriques o epífites i difícils de cultivar.
Segons el tractat Teoria de les Signatures, les falzies o dauradelles eren una bona medicina contra els mals de la melsa, car els sorus tenen la forma d'aquest òrgan de l'abdomen. Per aquesta raó algunes falgueretes d'aquest gènere es coneixen amb el nom d'herba melsera.
Les espècies d'Asplenium són aliment de les larves de diversos lepidòpters com ara Batrachedra bedelliella, que menja exclusivament Asplenium nidus.

## Taxonomia
| - Asplenium adiantum-nigrum - falzia negra - Asplenium adulterinum - Asplenium aethiopicum - Asplenium africanum - Asplenium anceps. - Asplenium antiquum - Asplenium attenuatum - Asplenium aureum (syn. Ceterach aureum) - Asplenium auritum - Asplenium australasicum - Asplenium azomanes - falzia lluent - Asplenium azoricum - falguereta de les Açores - Asplenium billottii - Asplenium bipinnatifidum - Asplenium brachycarpum - Asplenium bradleyi - Asplenium bulbiferum - Asplenium caudatum - Asplenium ceterach (syn. Ceterach officinarum) - dauradella - Asplenium cheilosorum - Asplenium crinicaule - Asplenium cristatum - Asplenium cuneifolium - Asplenium cymbifolium - Asplenium dalhousiae (syn. Ceterach dalhousiae) - Asplenium dareoides - Asplenium daucifolium - Asplenium difforme - Asplenium dimorphum - Asplenium divaricatum - Asplenium dregeanum - Asplenium ebenoides - Asplenium fissum - Asplenium flabellifolium - Asplenium flaccidum - Asplenium fontanum - falguereta o falzia de font - Asplenium forisiense - Asplenium formosum - Asplenium gemmiferum - Asplenium hemionitis - Asplenium hookerianum - Asplenium hybridum - Asplenium incisum - Asplenium laciniatum - Asplenium laserpitiifolium - Asplenium lepidum - Asplenium longissimum - Asplenium lunulatum - Asplenium lyallii - Asplenium majoricum - Asplenium marinum - falzia marina, falguera de costa - Asplenium montanum - Asplenium musifolium - Asplenium nidus - niu d'au - Asplenium normale - Asplenium obliquum - Asplenium oblongifolium | - Asplenium obovatum - Asplenium obtusatum - Asplenium oligophlebium - Asplenium onopteris - Asplenium paleaceum - Asplenium petrarchae - falzia pilosa - Asplenium pinnatifidum - Asplenium planicaule - Asplenium platyneuron - Asplenium polyodon - Asplenium praemorsum - Asplenium prolongatum - Asplenium pteridioides - Asplenium resiliens - Asplenium rhizophyllum (syn. Camptosorus rhizophyllus) - Asplenium richardii - Asplenium ruprechtii (syn. Camptosorus sibiricus) - Asplenium ruta-muraria - falzia blanca - Asplenium rustifolium - Asplenium sagittatum (syn. Phyllitis sagittatum) - falzia de cova, llengua de boc - Asplenium sandersonii - Asplenium scleroprium - Asplenium scolopendrium (syn. Phyllitis scolopendrium) - lengua de cérvol, herba melsera - Asplenium seelosii - Asplenium septentrionale - falzia prima - Asplenium serra - Asplenium serratum - Asplenium shuttleworthianum - Asplenium simplicifrons - Asplenium splendens - Asplenium tenerum - Asplenium terrestre - Asplenium thunbergii - Asplenium trichomanes - falzia roja o vermella - Asplenium trichomanes nothosubsp. barreraense (syn. Asplenium X tubalense) - Asplenium trichomanes nothosubsp. lucanum - Asplenium trichomanes nothosubsp. lusaticum - Asplenium trichomanes nothosubsp. malacitense - Asplenium X helii nothosubsp. nieschalkii - Asplenium trichomanes ssp. coriaceifolium (syn. Asplenium azomanes) - Asplenium trichomanes ssp. inexpectans - Asplenium trichomanes ssp. quadrivalens - Asplenium unilaterale - Asplenium vieillardii - Asplenium viride - falzia verda - Asplenium vittiforme - Asplenium X heufleri - Asplenium X orellii - Asplenium X pagesii - Asplenium X reichsteinii - Asplenium X sollerense - Asplenium X tubalense - Asplenoceterach barrancense |

## Galeria d'imatges

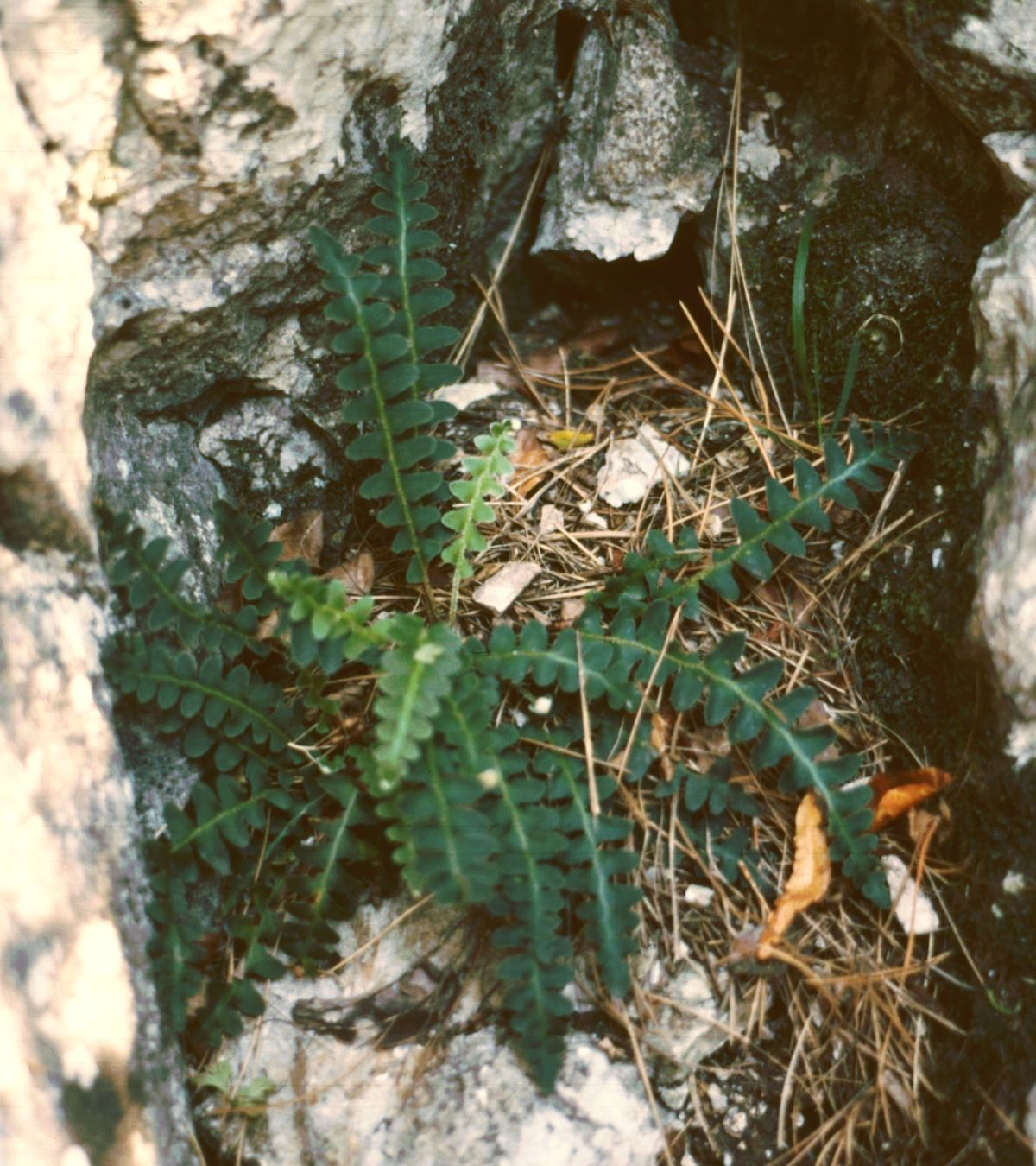
Asplenium ceterach
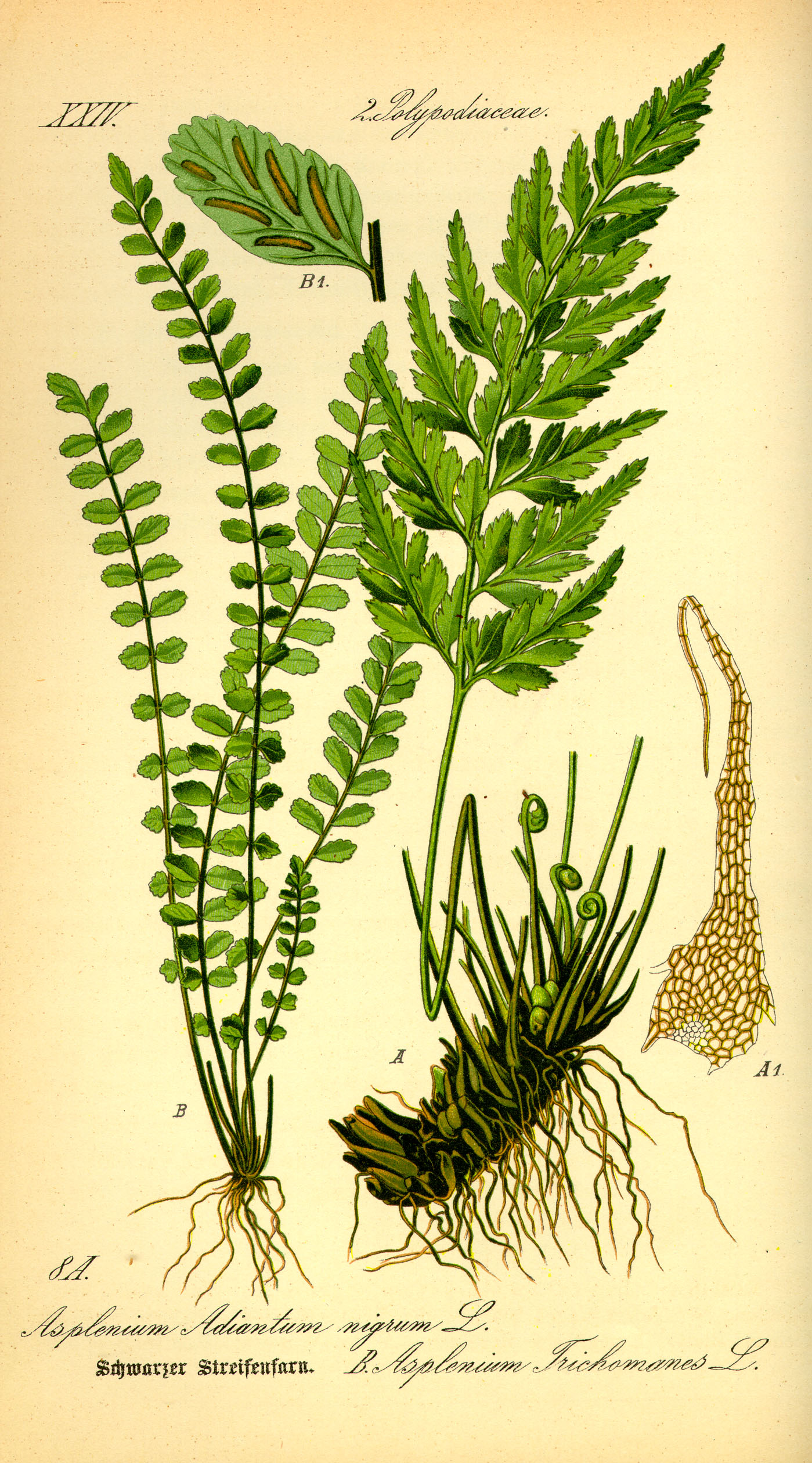
Asplenium trichomanes (esquerra) i A. adiantum-nigrum (dreta), de Thomé, Flora von Deutschland, Österreich und der Schweiz 1885
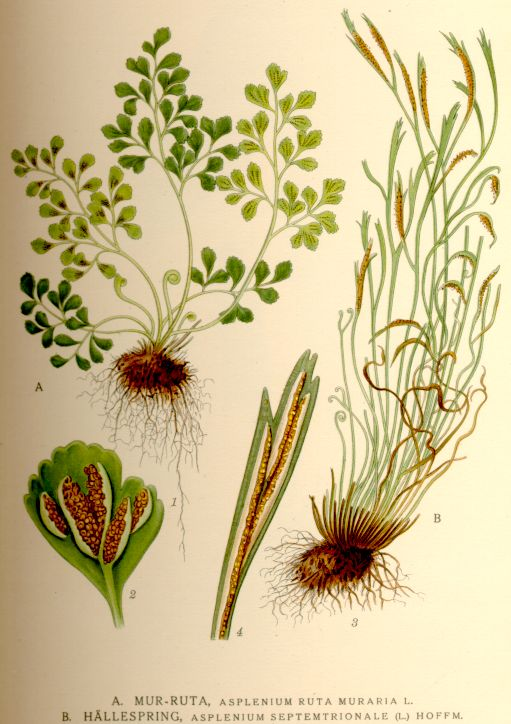
Asplenium ruta muraria (esquerra) i A. septentrionale (dreta), de Lindman, Bilder ur Nordens Flora 1917–1926